# High Density Lipoprotein
High Density Lipoprotein (HDL; englisch high-density lipoprotein) oder Lipoprotein hoher Dichte ist eine Klasse von Lipoproteinen und ein Parameter des menschlichen Fettstoffwechsels. Sie transportieren im menschlichen Körper unter anderem Cholesterin und Cholesterinester von den Geweben zur Leber, wo sie ausgeschieden werden. Es existieren mindestens drei Unterformen. Ein normal hoher HDL-Spiegel im menschlichen Blut ist ein Marker für ein geringes Risiko kardiovaskulärer Erkrankungen. Typische Apolipoproteine des HDL sind ApoA I und ApoA II.
Als Synonym von HDL wird, nach der HDL-Mobilität in der Elektrophorese, der Begriff „Alphalipoprotein“ verwendet.

## Wortherkunft
Die Benennung der Lipoproteine erfolgt nach ihrem Verhalten in der Ultrazentrifuge – und damit nach ihrer Dichte (englisch density) – klassifiziert werden.

## Struktur
Menschliches HDL hat eine Dichte von 1,063 bis 1,210 g/ml und eine Größe von 5 bis 17 nm. Es gehört damit zu den kleinsten und dichtesten Lipoproteinen des Menschen.
Größe und Dichte sind dabei abhängig von der Menge an Lipid und Protein, mit denen HDL beladen ist.
HDL hat einen hydrophoben Kern, in dem vor allem Cholesterinester und ein geringer Anteil Triglyzeride sowie unverestertes Cholesterin vorhanden sind.
Die hydrophile Hülle wird vor allem aus Phospholipiden, den Apolipoproteinen A1, A2, C, E und unverestertem Cholesterin gebildet.
Die Klassifizierung eines Lipoproteins als HDL erfolgt nicht über die molekulare Struktur, sondern über das Verhalten in der Ultrazentrifuge. Daraus folgt, dass die molekulare Zusammensetzung der HDL-Partikel unterschiedlich sein kann.
Außer dem Enzym LCAT, das vor allem an der HDL-Entstehung beteiligt ist, kommt im Rahmen des HDL-Metabolismus auch noch dem Enzym Cholesterinester-Transferprotein (CETP) eine herausragende Bedeutung zu:
Es übernimmt Cholesterinester vom HDL, transportiert sie durch die wässrige Phase und lädt sie bei Lipoproteinen geringerer Dichte (Very Low Density Lipoproteins, Intermediate Density Lipoproteins und Low Density Lipoproteins) im Austausch gegen Triglyceride ab.

## Entstehung
In der Leber und im Darmepithel werden lipidfreie Vorläufermoleküle wie Apolipoprotein A1 (ApoA1) gebildet. Durch Anlagerung von Phospholipiden und nicht-verestertem Cholesterin, die zum Beispiel aus den Schaumzellen der atherosklerotischen Plaques aufgenommen werden, entstehen HDL-Vorläufer. Deren Dichte und Volumen erhöhen sich unter anderem durch die Aktivität des Enzyms Lecithin-Cholesterin-Acyltransferase (LCAT), das nicht-verestertes Cholesterin verestert.
Der Prozess der HDL-Entstehung ist bei bestimmten Erbkrankheiten gestört. So liegt bei der autosomal rezessiv vererbten Tangier-Krankheit eine Genmutation in einem Protein vor, das für die Ausschleusung von Cholesterin aus den Zellen verantwortlich ist. Als Resultat ist die HDL-Bildung vermindert und Cholesterin reichert sich im Gewebe an. In der Folge treten unter anderem Verhärtungen und Verdickungen der Gefäßwände stark gehäuft auf, die mit einer abnehmenden Elastizität der Gefäßwände und i. d. R. auch zu Verengungen des Gefäßlumens führen.

## Funktion
Da Fette (Lipide) nicht wasserlöslich sind, müssen sie im Blut an spezielle Proteine (Apolipoproteine) gebunden transportiert werden. Die so gebildeten Partikel werden als Lipoproteine bezeichnet. Sie transportieren im Blutplasma Fette und fettähnliche (lipophile) Substanzen wie Cholesterin, Cholesterinester, Triglyceride, Fettsäuren und Phospholipide.
HDL übernimmt eine zentrale Rolle im Rahmen des Cholesterinstoffwechsels im menschlichen Körper. Cholesterin ist als Bestandteil sämtlicher Zellmembranen des Körpers einerseits unverzichtbar für den menschlichen Organismus; andererseits führen zu große Mengen Cholesterin zu Problemen, beispielsweise wenn das Cholesterin sich in den Blutgefäßen ablagert.
Die Hauptaufgabe des HDL besteht in diesem Zusammenhang darin, überschüssiges Cholesterin aus den peripheren Geweben, zum Beispiel aus den Wänden von Blutgefäßen, zurück zur Leber zu transportieren. Hier kann das Cholesterin dann in Gallensäuren umgewandelt und so über die Gallenflüssigkeit ausgeschieden werden. Diesen Cholesterintransport in Richtung Leber nennt man reversen Cholesterintransport. Er ist essentiell, um den Cholesterinstoffwechsel im Gleichgewicht zu halten.
HDL ist, neben seiner Funktion als wichtigstes Molekül für den Abtransport von Cholesterin, zusätzlich auch am Transport anderer lipophiler Substanzen beteiligt. So werden Substanzen, die beispielsweise für die Vasodilatation, für die Synthese von Stickstoffmonoxid (NO), für die Aktivierung von Blutplättchen und die Blutgerinnung nötig sind, ebenfalls mit Hilfe von HDL-Partikeln transportiert.

## Medizinische Bedeutung
Cholesterin ist einer der zentralen Bestandteile von atherosklerotischen Plaques in Blutgefäßen. Da HDL die wichtigsten Transportmoleküle sind, die Cholesterin aus dem Gewebe abtransportieren können, wirkt HDL prinzipiell anti-atherogen.
Umgangssprachlich nennt man das im HDL enthaltene Cholesterin deswegen auch das gute Cholesterin – im Unterschied zu dem im LDL enthaltenen bösen Cholesterin, das die Atherosklerose fördert. Auf günstige medizinische Effekte hoher HDL-Cholesterinspiegel (HDL-C) deuten Daten aus zahlreichen epidemiologischen und klinischen Untersuchungen hin. So waren höhere HDL-C-Spiegel unter anderem in der Framingham-Studie und in der TNT-Studie mit einer geringeren kardiovaskulären Ereignisrate assoziiert. Der Einfluss des HDL-Spiegels war dabei unabhängig von der Höhe des LDL-Cholesterinspiegels: Personen mit einem sehr niedrigen LDL-Cholesterinspiegel und gleichzeitig einem niedrigen HDL-Cholesterinspiegel hatten ein um ca. 40 Prozent höheres Risiko für Herz-Kreislauf-Erkrankungen als Patienten mit einem höheren HDL-Cholesterinspiegel.
Niedriges HDL-C wird deswegen heute als ein Risikomarker für das Auftreten kardiovaskulärer Ereignisse angesehen.
Klinische Studien belegen zudem, dass die Erhöhung des HDL-Cholesterins mit einem verlangsamten Fortschreiten,
teilweise sogar mit einem Rückgang
(Regression) der Atherosklerose einhergeht.
Aus pathophysiologischer Sicht beruht der Schutz vor Atherosklerose  durch den HDL-vermittelten Abtransport von Cholesterin auf folgenden Partialwirkungen:
- Förderung des Abtransports von Cholesterin aus den Schaumzellen in die Leber und dadurch Regression atherosklerotischer Plaques[10]
- Verbesserung der Funktion von Endothelzellen der Blutgefäßwand[11][12]
- Anti-apoptotische Wirkung[11][12]
- Anti-thrombotische Wirkung[11][12]
- Inhibition der Expression von endothelialen Zelladhäsionsmolekülen und des Monocyte chemotactic protein-1 (MCP-1). Das beugt einer Entzündung der Gefäßwand vor und reduziert so die Neigung zur Ausbildung atherosklerotischer Plaques.[13]
- Förderung der Reparatur von verletztem Endothel durch Förderung der Proliferation von Endothelzellen[11][12]

### Einflussfaktoren
Ursache für niedrige HDL-C-Spiegel können genetische Faktoren, Erkrankungen und Lebensstilfaktoren sein. So treten niedrige HDL-C-Spiegel unter anderem bei Typ-2-Diabetes, Bewegungsmangel, Rauchern, Menschen mit Übergewicht sowie bei Patienten mit erhöhten Serum-Triglyceriden auf.
Umgekehrt kann der individuelle HDL-C-Wert durch Lebensstilfaktoren um etwa 10 bis maximal 20 Prozent angehoben werden. Zu nennen sind hier vor allem körperliche Aktivität, eine kalorienreduzierte Ernährung und der Verzicht auf Zigaretten.
Auch moderater Alkoholkonsum hebt den HDL-C-Wert an.

### Medikamentöse Erhöhung
Der HDL-C-Wert kann durch Medikamente angehoben werden. Aus dem Arsenal der klassischen Lipidtherapie haben Fibrate und Nikotinsäurepräparate einen steigernden Einfluss auf die HDL-C-Spiegel. HDL-C ist jedoch wahrscheinlich nicht kausal mit dem Vorkommen oder der Vorbeugung der koronaren Herzkrankheit assoziiert.
Frühe Studien an  Mäusen bestätigten zunächst den antiatherosklerotischen Effekt von HDL. Studien an Menschen blieben stets kontrovers. Eine Serie an frühen klinischen Studien schien die Hypothese zu unterstützen, dass HDL direkt der koronaren Herzerkrankung vorbeugt. Die Studien der 1970er Jahre entsprechen jedoch nicht den heutigen Studiendesignanforderungen. Eine in den 1980er Jahren veröffentlichte Serie an Studien mit HDL-steigernden PPAR-alpha-Agonisten, wie Gemfibrozil, führten zu deren noch heute teilweise gebräuchlichem Einsatz. Der Therapieansatz beeinflusst allerdings auch weitere Parameter des Lipidstoffwechsels, wie LDL und Triglyceride, weshalb ein gesteigertes HDL nicht als erwiesene Ursache für die Effekte gilt.
Eine weitere medikamentöse Therapiestrategie zur Anhebung des HDL-C ist die Hemmung des Cholesterinester-Transferproteins (CETP). Hauptfunktion des CETP ist der Transfer von Cholesterinestern von HDL auf (V)LDL im Austausch gegen Triglyceride. Eine Hemmung des CETP führt unter anderem zu einer Erhöhung der HDL-Konzentration, der Apolipoprotein A1-Konzentration, der HDL-Partikelgröße und der Gesamt-HDL-Partikelzahl. Jedoch nicht zu einem Vorteil bei der Vermeidung der koronaren Herzkrankheit. Im Jahr 2007, 2012 und 2017 veröffentlichte große Studien zu CETP-hemmern wurden wegen negativer Effekte oder fehlendem Nutzen der Wirkstoffe frühzeitig abgebrochen oder die Markteinführung des Wirkstoffs eingestellt.